# Aérodrome de Zouérat-Tazadit
L'aérodrome de Zouérat-Tazadit est un petit aéroport de Mauritanie situé dans la ville de Zouérate.

## Situation
| Nouadhibou Zouérat Nouakchott Atâr |

## Compagnies et destinations
| Compagnies          | Destinations                                                                      |
| ------------------- | --------------------------------------------------------------------------------- |
| Mauritania Airlines | Nouadhibou (Port-Étienne), Nouakchott-Oumtounsy En saison : Casablanca-Mohammed-V |

Actualisé le 5/08/2023

## Histoire
L'aéroport est la cible d'un raid du Front Polisario le 1er mai 1977 où deux avions sont détruits.